# The Flaming Mussolinis
The Flaming Mussolinis est un groupe pop-rock des années 1980 qui a sorti deux albums et obtenu le succès avec le titre My Cleopatra.

## Histoire
Le groupe se forme en 1984 à Middlesbrough, au Royaume-Uni, et plusieurs de ses membres sont issus de groupes locaux de Teesside (en). Ils signent sur le label de CBS, Portrait Records (en), en 1985. Le groupe sort cinq singles : Swallow Glass, My Cleopatra, Masuka Dan, Girl on a Train et Different Kind of Love puis deux albums : Watching the Film (1986) et Charmed Life (1987). La chanson du groupe Angels Fall Down est finaliste au Festival mondial de la chanson populaire en 1986.
La couverture critique est mitigée. Billboard les présentée en 1986 comme « un groupe avec quelque chose de nouveau à dire », et Fanfare décrit Watching the Film comme « le bon bruit du boomlet d'après 1987 : décontracté, langoureux et plus propre que la plupart ».
Le groupe se sépare en 1988. 

## Membres
- Alan Savage : voix, guitare
- Kit Haigh : guitare
- Jeff Fogarty : saxophone et claviers
- Doug Maloney : basse, programmations, chœur
- Craig McClune : batterie

## Albums
- 1986 : Watching the Film, Portrait
- 1987 : Charmed Life, Epic

## Singles
- 1985 : Swallow Glass, Portrait
- 1985 : My Cleopatra, Portrait, (atteint la 79e place des charts en Grande-Bretagne)[4]
- 1986 : Masuka Dan, Portrait
- 1987 : Different Kind of Love, Epic
- 1987 : Girl on a Train, Epic